# Мархоциці (Малопольське воєводство)
Мархоциці (пол. Marchocice) — село в Польщі, у гміні Рацлавиці Меховського повіту Малопольського воєводства.
Населення — 192 особи (2011).
У 1975-1998 роках село належало до Келецького воєводства.

## Демографія
Демографічна структура станом на 31 березня 2011 року:
|          | Загалом | Допрацездатний вік | Працездатний вік | Постпрацездатний вік |
| -------- | ------- | ------------------ | ---------------- | -------------------- |
| Чоловіки | 100     | 19                 | 61               | 20                   |
| Жінки    | 92      | 18                 | 43               | 31                   |
| Разом    | 192     | 37                 | 104              | 51                   |